# Paracheilinus nursalim
Paracheilinus nursalim là một loài cá biển thuộc chi Paracheilinus trong họ Cá bàng chài. Loài này được mô tả lần đầu tiên vào năm 2008.

## Từ nguyên
Từ định danh được đặt theo họ của Sjamsul và Itjih Nursalim, cha mẹ của hai nhà từ thiện Cherie Nursalim và Michelle Liem, là những người đã hỗ trợ tài chính cho Tổ chức Bảo tồn Quốc tế để bảo tồn môi trường sống của loài cá này.

## Phân bố và môi trường sống
P. nursalim hiện chỉ được ghi nhận tại bờ tây bán đảo Đầu Chim (thuộc Indonesia), trải dài từ bờ đông nam đảo Misool (thuộc quần đảo Raja Ampat) về phía đông nam đến vịnh Triton. Một cá thể đực duy nhất được chụp ở đảo Ambon, không rõ liệu có một quần thể P. nursalim ở đây hay đó chỉ là một cá thể lang thang. Gần đây, vài cá thể P. nursalim được phát hiện và thu thập từ bãi cạn Flinders ngoài khơi Darwin (Úc).
P. nursalim được tìm thấy ở độ sâu khoảng từ 5 đến 50 m, nhưng phong phú nhất là trong khoảng 20–35 m.

## Mô tả
Chiều dài chuẩn lớn nhất được ghi nhận ở P. nursalim là 5 cm. Cá cái màu cam đỏ, trắng ở bụng với nhiều sọc màu tím lam nhạt. Mống mắt màu đỏ cam. Vây đuôi bo tròn. 
Cá đực màu hồng đến cam tươi, chuyển dần sang màu trắng ở bụng và vùng dưới đầu, sẫm hơn ở phần đầu và thân với các sọc đỏ (sọc xanh lam trên mõm và dưới mắt) được phân loại vào nhóm kiểu A. Các vây đơn có màu hồng cam với viền dày màu xanh lam ở vây lưng và vây hậu môn. Khi đang trong giai đoạn giao phối, chúng có màu vàng toàn thân, cam hơn ở bụng, hiện rõ hơn các sọc màu xanh lam. Một cặp đốm hình chữ nhật màu đen tương phản, một ở thân trên bên dưới vùng gai vây lưng và một ở phần dưới cuống đuôi. Vây lưng màu vàng với viền xanh óng, chuyển dần sang màu trắng sáng trên các tia dạng sợi (thường là 4–6 tia, ít khi là 3). Vây hậu môn và vây bụng màu đỏ với viền xanh da trời. Vây đuôi trong mờ với các tia màu xanh óng, ngoại trừ tia trên và dưới cùng phát triển thành sợi rất dài và có màu trắng sáng. 
Một số mẫu vật ở Úc không có vệt đen chữ nhất bên dưới phần gai vây lưng, hoặc khá mờ nhạt, mặc dù đây là đặc điểm điển hình của loài này. Tuy nhiên, những khác biệt về màu sắc này là do sự biến dị trong cùng loài, và điều này không phải là hiếm đối với Paracheilinus.
Số gai vây lưng: 8–9; Số tia vây lưng: 11; Số gai vây hậu môn: 3; Số tia vây hậu môn: 9; Số gai vây bụng: 1; Số tia vây bụng: 5; Số tia vây ngực: 14–15.

## Phân loại
P. nursalim nằm trong nhóm phức hợp loài của Paracheilinus filamentosus, đặc trưng bởi những con đực trưởng thành có nhiều tia vây lưng dạng sợi vươn dài (luôn là 4 trở lên) và vây đuôi xẻ sâu hình lưỡi liềm. P. nursalim có chung haplotype DNA ty thể với Paracheilinus walton.
P. nursalim đã lai tạp với Paracheilinus cyaneus ở vùng Tây Papua.